# Mohelnaspis massiliensis
Mohelnaspis massiliensis är en insektsart som först beskrevs av Goux 1937.  Mohelnaspis massiliensis ingår i släktet Mohelnaspis och familjen pansarsköldlöss. Inga underarter finns listade i Catalogue of Life.